# Glasmaleri
Glasmaleri  er kunsten at sammensætte hele billeder af farvede glasstykker (mosaikglasmaleri) eller at bemale ufarvet glas med gennemskinnelige farver, som indbrændes: Kabinetsmaleri . Kabinetsmalerier er dog af langt senere oprindelse end mosaikmalerier, som anvendtes i den største del af Middelalderen.

## Tidlig glasmaleri
Romerne kunne både puste og støbe glas, og allerede i det 300-tallet nævnes farvede ruder i kirker, som i begyndelsen var resultatet af, at få forstod at frembringe klart glas. Tremmeværket af træ eller metal inddelte motivet i regelmæssige mønstre. Mosaikkerne i kirkerne var ment som forbilleder. Fra 800-tallet begyndte man at belægge de farvede glasplader med en uigennemsigtig farve, i ældre tid sædvanlig sort. I denne farveflade udsparede, og senere ridsede, man et mønster, hvorefter glasset blev brændt. Valsede sprosser, på ældre dansk kaldet vinder, af bly, som kunne føje sig efter krumme linjer, nævnes første gang af Leo af Ostia (år 1066), men de må gå adskilligt længere tilbage. Glassets mønsterstykker udførtes på et bord med tegnede linjer. Stykkerne skar man ud med glødende jern, og kanterne jævnedes med en krøsel. Anvisninger hertil findes i tyskeren Theophilus Presbyter' værk "Diversarum artium schedula" fra 1000-tallet. Diamanter til skæring anvendtes først fra middelalderens  slutning. Sådanne musiviske (mosaik)glasmalerier med eller uden figurlige fremstillinger, overvejende enkeltfigurer i stiv, monumental  holdning, anvendtes i større og mindre kirker i den ældre middelalder, men de var sjældne og dyre. De fleste steder måtte man nøjes med horn eller pergament. Glasmaleri blomstrede både i Tyskland og Frankrig, men kun få vinduer er bevarede fra den romanske periode. De ældste fra 1000-tallet findes i domkirken i Augsburg. Yngre vinduer er bevaret i kirker i Strassburg, Châlons-en-Champagne og Tournai. I enkelte danske landsbykirker er i korets østvindue bevaret romanske glasmalerier med billeder af kirkens navnehelgen, således i Roager i Nordslesvig og i Bjerreby på Tåsinge, nu i Nationalmuseet.

## Middelalderens glasmaleri
Mens cisterciensernes strenge ordensregler forbød farvet glas i vinduerne og kun tillod grisaillemaleri på farveløst glas, var glasmaleri almindeligt i den gotiske bygningsstil, der opløste murmasserne i vinduer. Efter det 1200-tallet bliver glasstykkerne større. Overfangsglas med farve på rudens ene side begynder at dukke op, og foruden sort begynder man at anvende emaljefarver. De ældre gotiske glasmalerier fremstiller gerne  enkeltfigurer som helgener, profeter og konger stående i alvorlig og streng holdning under baldakiner på en  tæppemønstret baggrund. Kun i de nedre vinduer og i medaljonfelter ses scener af Kristi eller helgeners liv. Gotisk glasmaleri  findes i domkirkerne i Amiens, Evreux, Beauvais, Strassburg, Köln, Elisabeth Kirken og Marburg. Fra omkring år 1400 bliver glasmalerier stadig mere almindelige, og deres strengt dekorative fladevirkning viger efterhånden for mere maleriske effekter. Fra denne tid stammer vinduer i Fruekirken i  Lübeck og i domkirken i Firenze. Begge antages at være udført af Francesco Livi fra Gambassi, der havde lært kunsten i Lübeck. En del kirkevinduer i Nürnberg er udført af glasmalerslægten Hirschvogel. Fremstillingen af glasmaleriger var efterhånden gået fra klostrene til de læge kunsthåndværkere. Samtidig begyndte motiver af verdslige elementer at finde vej til glasmalerierne. Eksempelvis slægtsvåben og malerier på baggrund af klart glas. På denne tid holdt vinduesglasset sit indtog i boligerne. Klare glasruder i en privatbolig nævnes første gang i Frankrig under Karl VI. I Oslo nævnes år 1392 et stenhus med glasruder. Til dem anvendtes billige retlinede mønstre, navnlig "rudemønsteret", sammensat af stående firkanter. Et eksempel er et kirkevindue udført omkring år 1500 i Ubberud Kirke ved Odense med odensebispen og andre prælaters våbenskjolde. Dette kirkevindue opbevares i dag på Nationalmuseet i København.

## Glasmaleri år 1500-1700
Endnu i det begyndelsen af 1500-tallet skabtes så betydeligt et værk som vinduerne i Kölner Doms nordlige sideskib. Dette værk røber en tendens til realisme og bevæget komposition, der passer mindre godt med glasmaleriets oprindelige dekorative væsen. Mellem gotik og renæssance er bl.a. nogle vinduer i domkirken i Freiburg, i flere kirker i Paris og England samt i St. Michael og St. Gudula-katedralen i Bruxelles med arkitektonisk baggrund i rig renæssancestil. Med tiden nærmer glasmalerne sig mere og mere oliemaleriets teknik. Endnu i slutningen af 1500- og begyndelsen af 1600-tallet har både Frankrig og Nederland betydelige glasmalere. Eksempelvis Dirk Crabeth og Wouter Crabeth, som i årene 1555-1577 skabte glasmaleriet i Sint-Janskerk i Gouda. En anden fremtrædende kunstner var Abraham van Diepenbeeck, som overførte sin lærers, maleren Rubens, kompositioner på glas. De store glasmalerier forsvinder efterhånden fra kirkerne, og man nøjes med små malede tavler i de klare ruder både i kirker, rådhuse og privatboliger. Sådanne tavler skænkedes ofte af frænder og venner ved opførelsen af et hus – glarøl, glaseregilde, fensterbier. Også borgmestre og rådmænd til rådhuset kunne donere små malede tavler, gerne med giverens våben eller  bomærke, portræt, navn eller sentenser. Denne smag bredte sig også til bønderne og holdt sig i lang tid på landet. Den rigeste samling af små glasmalerier i Danmark findes på Odense Museum og stammer fra  byens gamle skomagerlavshus. De herlige glasmalerier udført af nederlænderen Evert Crynss til Kongens Stol i Frederiksborgs Kapel, blev ødelagt ved en brand. Dette såkaldte "kabinetsmaleri" blomstrede især i Schweiz i det 1500-1600-tallet. Selv betydelige kunstnere som Hans Holbein den yngre udførte tegninger til malede tavler. Hele kunsten havde nu fået noget håndværksmæssigt over sig, bl.a. fordi teknikkens stigende vanskelighed mere og mere hindrede de egentlige kunstnere i selv at udføre glasmaleri. I det 1600- og 1700-tallet forsvandt glasmaleri så godt som fuldstændig. Undtagen i England, hvor nederlænderemBernard van Linge, under Jakob I stiftede en skole, som eksisterer den dag i dag. Det hang blandt andet sammen med de blyindfattede ruders afløsning med i større støbte glasruder indfattede i træsprosser. I 1688 genopfandt man nemlig i Frankrig den gamle romerske kunst, at støbe glastavler på sand). Glasmaleriets dalende popularitet faldt også sammen med den herskende klassicismes uvilje mod alt for spraglede farver. Dog krævedes i København op gennem 1700-tallet som mesterstykke et vindue i kunstfærdigt blymønster med en malet tavle. Endnu i 1829 udførtes en sådan i København, men om praktisk brug var der ikke tale. I Holsten udførtes ruder bemalede alene med navne endnu i året 1800 og glasmaleri efter 1780 i Hennestedt Sogn. 

## 1800-tallet
Først i begyndelsen af 1800-tallet, med den romantiske begejstring for gotikken, livede det traditionelle glasmaleri op på ny. Et glimrende eksempel er Gottlob Samuel Mohn i Dresden og Wien, i begyndelsen af det 1800-tallet, samt Michael Sigismund Frank i Nürnberg. I 1827 grundlagde kong Ludvig I i München en kunstskole for glasmaleri. Her udførtes de 19 store vinduer til den nygotiske kirke i forstaden Au ved München samt fire vinduer til domkirken i Köln. I Frankrig findes en lignende skole ved Sèvres. Blandt franske glasmalere kan nævnes Laurent-Charles Maréchal. Også i Berlin er der en statsskole og adskillige private skoler for glasmaleri. Forskellige kunstnere har gjort forsøg på at gennemføre en mere moderne og personlig stil i glasmaleri, eksempelvis amerikaneren Louis Comfort Tiffany og Emile Gallé. 
Fremstilling af glasmaleri i Danmark var næsten ukendt indtil 1880’erne, da historicismen og den nationalromantiske periode herskede. Da skønvirke dukkede op som kunstform, blev glasmaleriet udbredt med stor kraft til offentlige bygninger, kirker og private boliger.
I starten blev glasmalerierne fremstillet i München i Tyskland bl.a. hos Königliche Glasmalereianstalt. Jesuskirkens glasmalerier er fremstillet i München efter forlæg fra kunstmaler C.N. Overgaard. Man gik snart over til selv at producere dem i Danmark, hvor glarmester August Duvier i begyndelsen var den førende glasmaleri-glarmester og havde et nært samarbejde med kunstnerne som Thorvald Bindesbøll, Joakim Skovgaard, Axel Hou og Johannes Kragh. Ikke mindst samarbejdede Duvier med C.N. Overgaard om glasmalerierne til Helligåndskirken, Frederikskirken og Lerchenborg. I 1896 investererede Kgl. Dekorationsfirma Bernhard Schrøder, Nielsen og Hansen i en glasfremstillingsmaskine. Her blev C.N. Overgaard kunstnerlig leder og eksperimenterede sammen med yngre kunstnere og håndværkere om at forbedre teknikken og farverne, så de blev mere klare. Det første resultat var glasmaleri ”Kristi dåb” til Sneslev Kirke i 1897. Siden udførte C.N. Overgaard udkast og glasmalerier til mange kirker, firmaer og private boliger.

## Note
1. ↑  fint gennemført maleri i lille målestok, kilde:Kabinetsmaleri — Ordbog — ODS